# Sepp-Gustav Gröschel
Sepp-Gustav Gröschel (* 1943 in Berlin) ist ein deutscher Klassischer Archäologe.

## Leben
Sepp-Gustav Gröschel besuchte das Canisius-Kolleg in Berlin und studierte anschließend Klassische Archäologie in Berlin, Freiburg und Marburg. 1978 wurde er an der Universität Marburg bei Heinrich Drerup promoviert. Anschließend wurde er Mitarbeiter des Deutschen Archäologischen Instituts in Berlin, 1984 dann wissenschaftlicher Mitarbeiter an der FU Berlin für das Forschungsprojekt „Der Thesaurus Brandenburgicus und seine Wirkung“. Er publizierte zahlreiche Beiträge zur Antikenrezeption in Berlin und Brandenburg-Preußen.

## Veröffentlichungen (Auswahl)
- Die antiken Gemmen und Kameen der Sammlung. In: Die Brandenburgisch-Preußische Kunstkammer. Eine Auswahl aus den alten Beständen. Staatliche Museen Preußischer Kulturbesitz, Berlin 1981, S. 98–136.
- Lorenz Berger, Thesaurus Brandenburgicus selectus III. Archäologie am Hofe Friedrichs III. In: Jahrbuch der Berliner Museen 24, 1982, S. 227–245.
- Glienicke und die Antike. In: Schloss Glienicke. Bewohner, Künstler, Parklandschaft. Verwaltung der Staatlichen Schlösser und Gärten Berlin, Schloss Glienicke, 1. August bis 1. November 1987. Berlin 1987, S. 243–267.
- Waffenbesitz und Waffeneinsatz bei den Griechen (= Europäische Hochschulschriften Reihe 38 Archäologie Bd. 23). Lang, Frankfurt am Main 1989, ISBN 3-631-41643-1 (Dissertation, mit Kurzlebenslauf).
- Kurfürst Friedrich III. von Brandenburg: Apoll und Alexander. Zur Bronzestatue Andreas Schlüters. In: Pegasus 2, 2000, S. 91–102 (Digitalisat).
- Prinz Heinrich von Preußen und die Antike. Einige Bemerkungen. In: Stiftung Preußische Schlösser und Gärten Berlin-Brandenburg. Jahrbuch 4, 2001/02, S. 77–103.
- Antikenrezeption in Architektur und Plastik des Berliner Schlosses zur Zeit Friedrichs III./I. In: Pegasus 6, 2004, S. 47–79 (Digitalisat).
- mit Henning Wrede (Hrsg.): Ernst Curtius’ Vorlesung „Griechische Kunstgeschichte“. Nach der Mitschrift Wilhelm Gurlitts im Winter 1864/65 (= Transformationen der Antike Bd. 20). De Gruyter, Berlin, New York 2010, ISBN 978-3-11-022878-6
- Albert Geyer: Geschichte des Schlosses zu Berlin. 2. Bd. Vom Königsschloss zum Schloss des Kaisers (1698–1918). Bearbeitet von Sepp-Gustav Gröschel. Aus dem Nachlass herausgegeben. Mit einer Einführung von Jürgen Julier. Nicolai, Berlin 1992, ISBN 3-87584-431-9.
- Antike Spolien aus der Sammlung des Prinzen Carl von Preußen in Glienicke (= Stiftung Preußische Schlösser und Gärten Berlin-Brandenburg, Bestandskataloge der Kunstsammlungen Antiken II). Potsdam 2023 (Online-Bestandskatalog).

| Personendaten    | Personendaten                    |
| ---------------- | -------------------------------- |
| NAME             | Gröschel, Sepp-Gustav            |
| KURZBESCHREIBUNG | deutscher Klassischer Archäologe |
| GEBURTSDATUM     | 1943                             |
| GEBURTSORT       | Berlin                           |